# Campionat britànic de Superbike
El Campionat britànic de Superbike (en anglès, British Superbike Championship i abreujat, BSB) és un campionat de motociclisme de velocitat per a motocicletes de classe Superbike que se celebra anualment al Regne Unit des de 1988. Anomenat per motius de patrocini "Bennett British Superbike Championship", és considerat el principal campionat estatal de Superbike del món. L'entitat que el gestiona i organitza és MotorSport Vision (MSVR), propietària alhora de molts dels circuits que es fan servir al campionat, mentre que els comissaris de cada cursa els proporciona la Racesafe Marshals Association.
El BSB acostuma a constar de més de dotze rondes, disputades d'abril a octubre, i acaba en un "Showdown" ('enfrontament') de tres rondes, on els sis -actualment, vuit- millors del campionat reben punts en funció dels podis obtinguts a les nou rondes anteriors i després competeixen en tres rondes i set curses en què es decideix el títol. El format Showdown es va estrenar el 2010 per tal d'evitar que el campió aconseguís el títol de forma aclaparadora abans d'hora.

## Història
El Campionat Britànic de Superbike es va estrenar el 1988 amb motos que s'ajustaven a la reglamentació de la classe TT Formula de 750cc. A partir de 1993 es van adoptar els reglaments de la classe Superbike.
Niall Mackenzie va ser el pilot més reeixit de la dècada del 1990, amb tres títols. Altres campions destacats varen ser Neil Hodgson, l'australià Troy Bayliss i Steve Hislop. Chris 'the Stalker' Walker n'ha estat quatre vegades subcampió. Molts pilots del campionat han passat a córrer al Campionat del Món de Superbike o al de MotoGP.

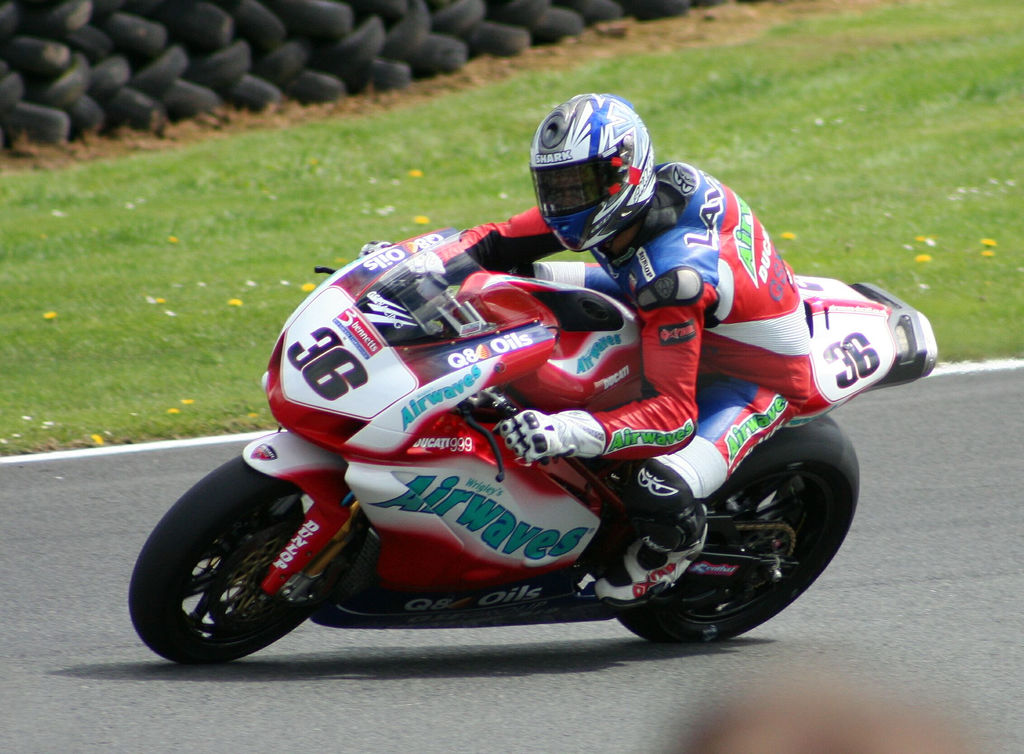
Gregori Lavilla al BSB del 2005

El català Gregori Lavilla va guanyar el títol la temporada del 2005. L'any següent va estar a punt de revalidar-lo en la que fou una de les temporades més disputades de la història del BSB, però el va perdre a la ronda final, a Brands Hatch: Ryuichi Kiyonari, Leon Haslam i Lavilla van arribar a Brands Hatch amb possibilitats de proclamar-se campions; davant d'un públic multitudinari i 1,5 milions d'espectadors de televisió en directe, Kiyonari i Haslam van guanyar una cursa cadascun i Lavilla s'estavellà i va tenir problemes de motor en ambdues. El campió fou finalment Kiyonari, mentre que Haslam fou subcampió i Lavilla, tercer.
A partir del 2008, el BSB va fer com el Campionat del Món de Superbike i va designar Pirelli com a únic proveïdor de pneumàtics.
La temporada de 2009 va estar dominada per Leon Camier (Yamaha), qui va establir un nou rècord de 14 victòries en una temporada a la vuitena ronda de les dotze programades, superant l'anterior rècord de 13 de Niall Mackenzie durant la temporada de 1997. Aquella temporada es va comprovar que el BSB era el campionat de curses més seguit al Regne Unit: un total de 368.000 espectadors van assistir a les curses arreu del país i 8.000.000 de telespectadors van seguir les 310 hores de retransmissions televisives en directe d'Eurosport i en diferit d'ITV.

## Reglamentacions
De cara al 2010, l'antiga Privateers cup va ser substituïda per la nova classe Evolution. MSVR va declarar que 
[..]serà oberta a qualsevol participant, des dels equips oficials amb suport de fàbrica als participants independents i permetrà que les motos Superbike homologades amb xassís de curses conservin l'important aparença visual, però els motors hauran de ser construïts d'acord amb les estrictes reglamentacions de la classe "Stock". Juntament amb els motors estàndard, serà obligatori un dispositiu de control ECU especificat de sèrie que elimini qualsevol forma de control de tracció, així com control d'arrencada i dispositius anti-wheelie.
També es va canviar el sistema de qualificació tot fent que el "Roll for Pole" (la sessió en que es decideix la pole position) establís només l'ordre de la graella de sortida de la primera cursa de cada cap de setmana. La graella de la segona cursa passà a ser establerta per les voltes més ràpides de cada corredor a la primera. A més a més, s'introduí un sistema de "segona oportunitat" si un pilot queia a la primera volta, de manera que només baixés vuit llocs a la graella des d'on havia començat la primera cursa. Als dos esdeveniments de triple cursa s'apliquen les mateixes regles tant a la segona com a la tercera cursa.

### L'època dels playoffs (2010-actualitat)
Potser el canvi més important a la reglamentació per al 2010 va ser la divisió del campionat en dues parts, similar al sistema emprat en dos grans campionats de curses d'automobilisme als Estats Units: els NASCAR Playoffs i el Countdown to the Championship ('compte enrere pel campionat') de la NHRA. Els nou primers esdeveniments (19 curses) conformen la "Main Season" 'Temporada Principal' del campionat i els tres darrers (7 curses) s'anomenen "The Showdown" 'L'enfrontament'. Aquests canvis es van introduir després que Leon Camier aconseguís el títol del 2009 amb quatre curses d'anticipació, per tal d'augmentar l'emoció del campionat en un crescendo final.

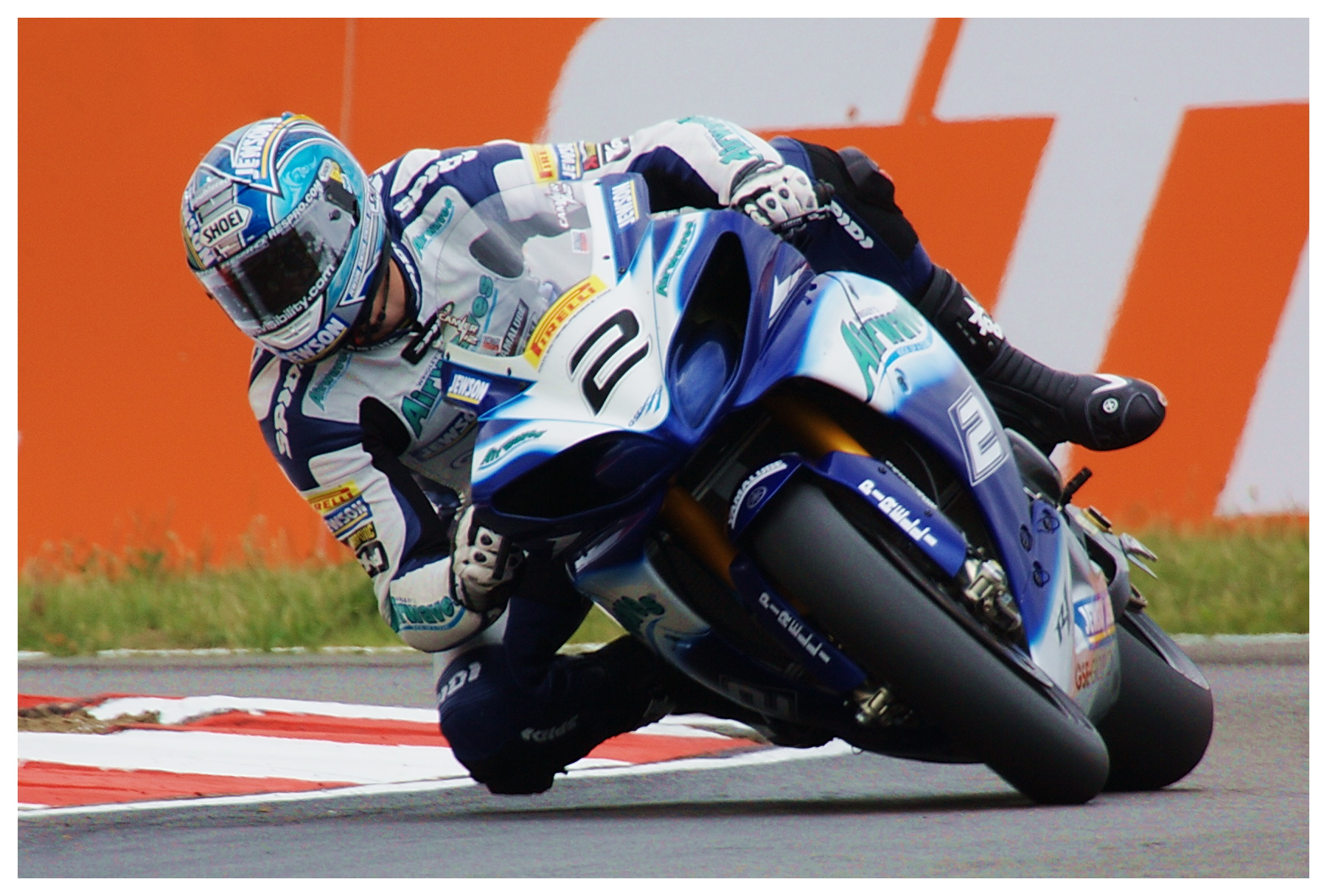
Leon Camier durant la seva temporada triomfal al BSB del 2009

El sistema de puntuació aplicat és l'habitual de la FIM, que parteix de 25 punts per al guanyador i va baixant fins a un sol punt per al quinzè classificat a cada cursa. Al final de la Temporada Principal, els pilots resten del total de punts les seves dues pitjors puntuacions i, a partir de la puntuació definitiva, els sis primers classificats pugen de nivell i passen a ser els aspirants al títol (Title Fighters), que es decideix als tres darrers esdeveniments -set curses- del campionat.
El format de playoff és similar a l'emprat a la NASCAR del 2007 al 2010, que es basa en un format de sis finalistes, però atorga punts de bonificació per a qualsevol que acabi la cursa entre els tres primers mentre que la NASCAR només premia les victòries. Cada Title Fighter comença el Showdown amb 500 punts més els corresponents a les posicions de podi que hagi obtingut a la Main Season, anomenats "Podium Credits" (3 per victòria, 2 pel segon lloc i 1 pel tercer). Si s'apliqués aquest sistema a les primeres dinou curses de la campanya 2009 de Leon Camier, el campió hauria tingut 547 punts gràcies a les seves quinze victòries i un segon lloc obtinguts a les dinou primeres curses de la temporada.
El format estàndard de puntuació de la temporada principal es continua aplicant durant l'enfrontament, en què es compten tots els punts obtinguts a les set curses finals. Els pilots que no entren dins els Title Fighters segueixen competint per la BSB Riders' Cup mentre continuen sumant punts al llarg de les set curses finals. Això també s'aplica a la nova classe Evolution.
De cara a la temporada 2012, MSVR va anunciar una sèrie de canvis al reglament tècnic per tal de millorar l'espectacle. El campionat s'havia de limitar a 32 participants (16 equips de dues motos). D'aquesta manera es pretenia recompensar els equips que han competit al BSB any rere any. Els equips que participaven abans d'aquesta norma al BSB van ser convidats a inscriure els seus equips de dues motos inicialment, i els que volguessin fer-ho a partir d'aleshores haurien de comprar una inscripció.
De cara a la temporada 2014, es va canviar el sistema de punts de bonificació dels playoffs: el guanyador de la cursa obtenia cinc punts, el segon tres i el tercer, un. De cara a la temporada 2021, el sistema es va tornar a ajustar: en comptes de sis, ara els Title Fighters són vuit.

## Circuits

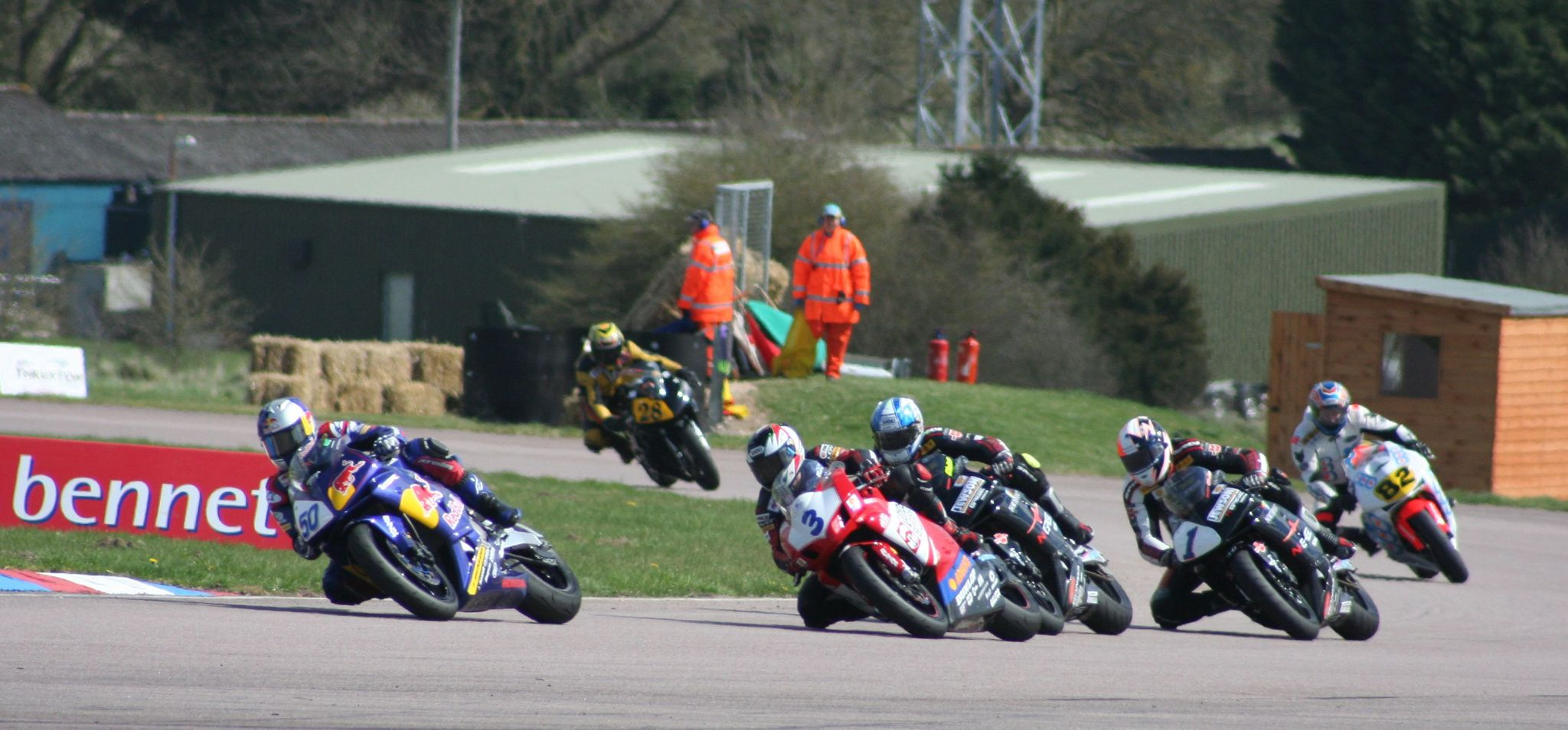
Una cursa del BSB a Thruxton el 2006

En ser un campionat estatal, el Campionat Britànic de Superbike s'ha celebrat en circuits de tot el Regne Unit, així com alguns d'europeus, al llarg de la seva història. El 2014, el campionat va fer servir nou circuits diferents a Anglaterra, Escòcia i els Països Baixos: Brands Hatch, Oulton Park, Snetterton, Knockhill, Thruxton, Cadwell Park, Donington Park, TT Circuit Assen i Silverstone.
En el passat, el BSB havia emprat també els circuits de Croft, Mallory Park i Rockingham a Anglaterra, Mondello Park a Irlanda i Pembrey a Gal·les.

## Tipus de motocicletes
Les motocicletes de curses Superbike es deriven de models de producció estàndard. En el passat, però, els fabricants van aprofitar les llacunes de les reglamentacions per a crear els models anomenats "especials d'homologació" (homologation specials), és a dir, motocicletes amb poques unitats produïdes fetes especialment per a les curses.
Entre els models que han competit al Campionat Britànic de Superbike hi ha els següents:
- BMW: BMW S1000RR (actualment)

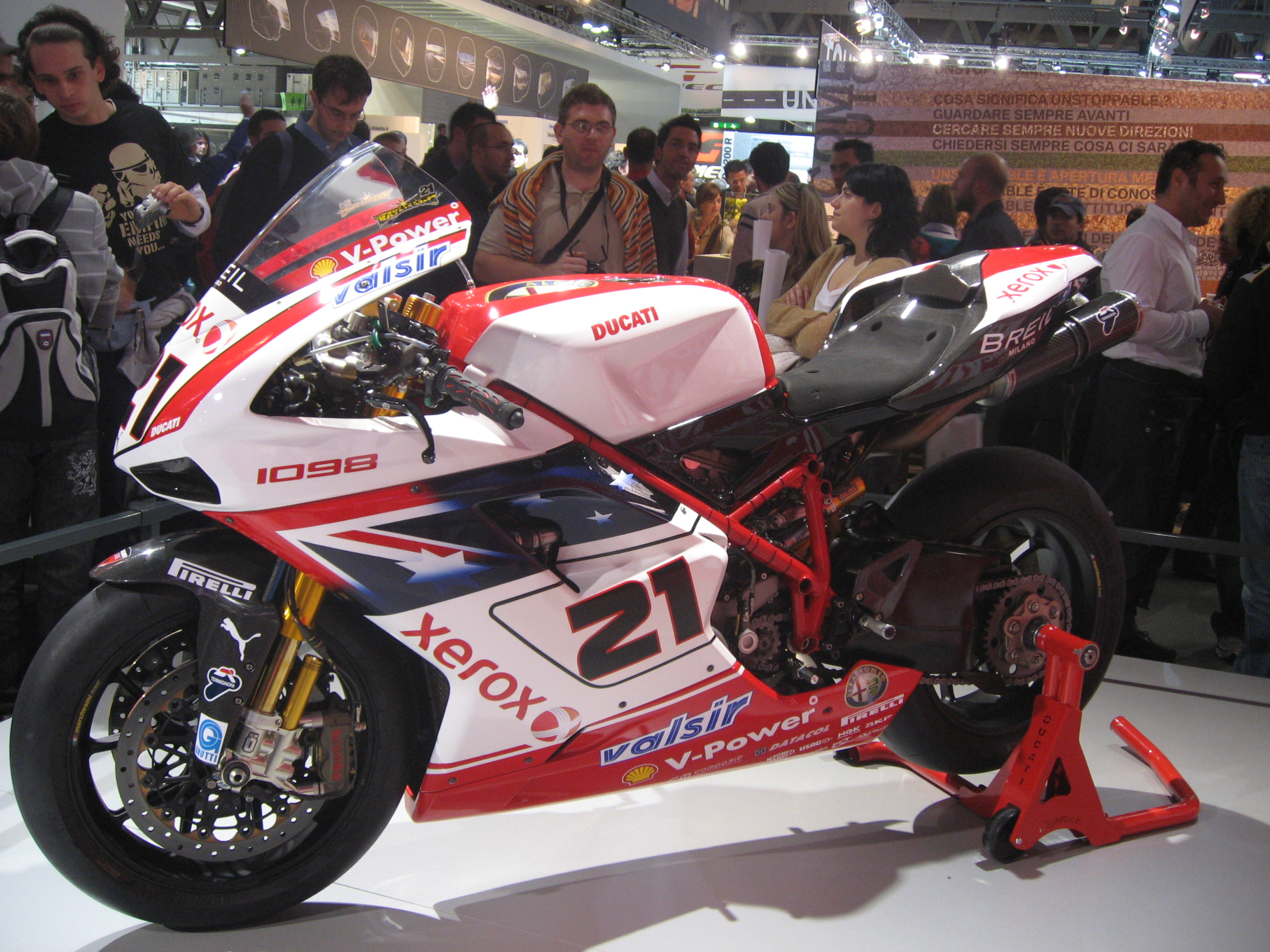
La Ducati 1098 F08 que pilotà Troy Bayliss el 2010

- Ducati: Ducati 916/955, Ducati 996 RS, Ducati 998 RS, Ducati 998 F02, Ducati 999 F04, Ducati 1098, Ducati 1199, Ducati Panigale V4 (actualment)
- Honda: RC30, RC45, RC51, CBR1000RR (actualment)
- Kawasaki: ZXR750, ZX-7RR, ZX-10R, ZX-10RR Ninja (actualment)
- Suzuki: GSX-R750, GSX-R1000 (actualment)
- Yamaha: FZR750, YZF750, YZF-R7, YZF-R1 (actualment)

### Models retirats del campionat
- MV Agusta: MV Agusta F4
- Norton: Norton Rotary F1
- KTM: KTM 1190 RC8

## Format de les curses
| Cap de setmana de 2 curses | Cap de setmana de 3 curses |
| --- | --- |
| Divendres - Entrenament 1 (50') - Entrenament 2 (50') | Divendres - Entrenament 1 (50') - Entrenament 2 (50') |

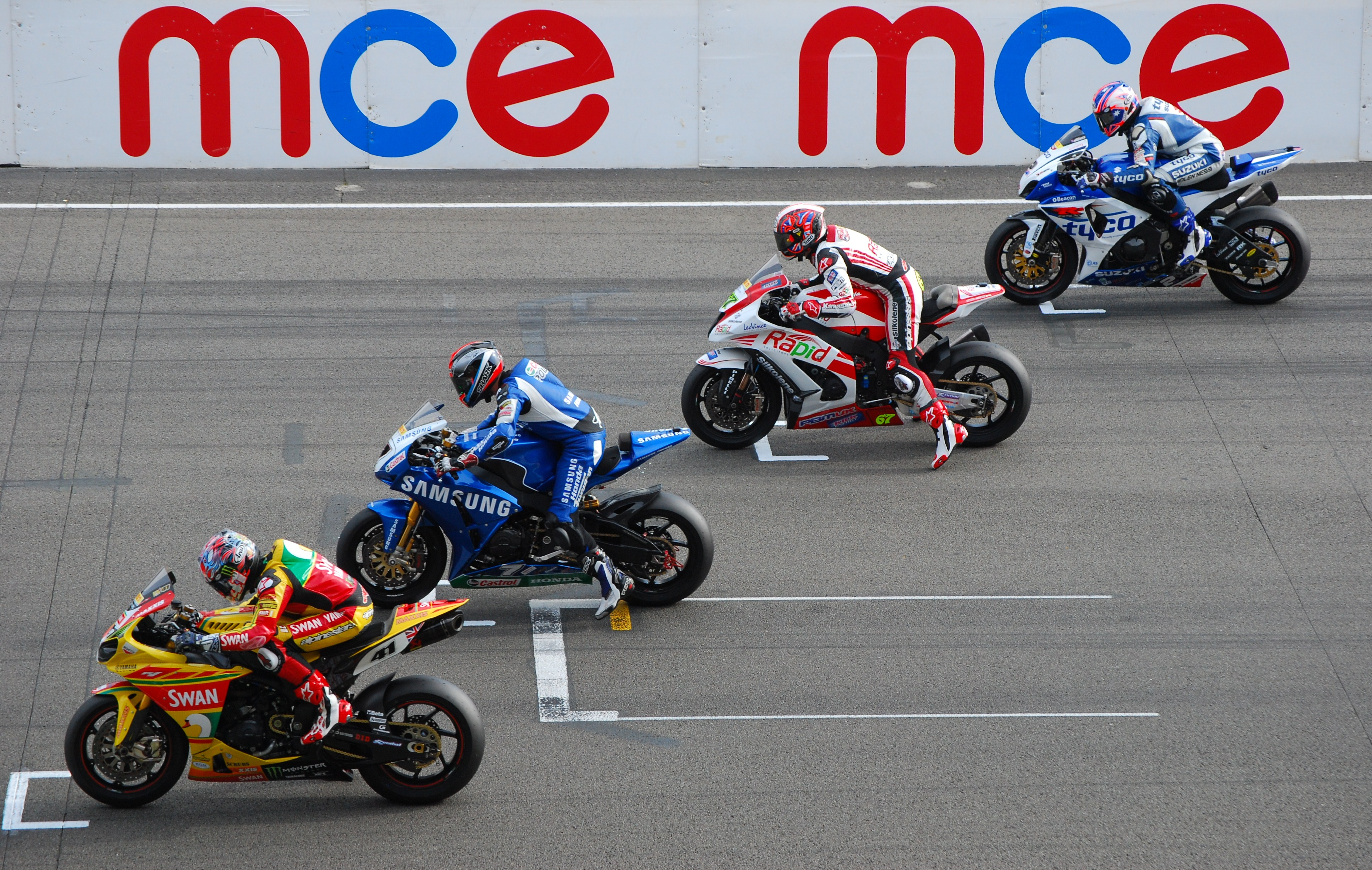
Sortida de la cursa 2 a Assen durant el BSB del 2012

| Dissabte - Entrenament 3 (50') - Qualificatòria (3 Sessions) - Sessió 1: Tots els pilots - Sessió 2: Pilots entre els llocs 20 i 10 - Sessió 3: Final per als 10 millors | Dissabte - Qualificatòria (3 Sessions) - Sessió 1: Tots els pilots - Sessió 2: Pilots entre els llocs 20 i 10 - Sessió 3: Final per als 10 millors - Cursa 1 |
| Diumenge - Escalfament (Warm Up) (20') - Cursa 1 - Cursa 2 | Diumenge - Escalfament (Warm Up) (10') - Cursa 2 - Cursa 3                                                                                                   |

De cara al 2010, s'instaurà un canvi al sistema de classificació en què els pilots només es "qualifiquen" per a la primera cursa (o les dues primeres si és un cap de setmana de tres). La graella de l'altra cursa (o les dues altres) es decideix per la volta més ràpida de la cursa anterior.

## Classes complementàries
Actualment, el BSB se celebra conjuntament amb quatre campionats més de suport principals:
- Campionat britànic de Supersport (British Supersport Championship): actua com a la "segona divisió" del BSB principal[16]
- Campionat Nacional de Superstock 1000 (National Superstock 1000 Championship)[16]
- Campionat Nacional de Superstock 600 (National Superstock 600 Championship)[16]
- Campionat Britànic de Motostar (British Motostar Championship)

## Llista de campions
A 31 de desembre de 2024
| Any  | Campionat      | Campió               | Moto                      | Equip                     | Notes |
| ---- | -------------- | -------------------- | ------------------------- | ------------------------- | --- |
| 1988 | 750 cc / TT F1 | Darren Dixon         | Suzuki RG500 (1)          | Padgetts Racing           | Dixon va canviar a les curses de sidecars amb Andy Hetherington de passatger |
| 1989 | 750cc / TT F1  | Steve Spray          | Norton RCW                | JPS Norton Racing         | |
| 1989 | Superbike      | Brian Morrison       | Honda VFR750R RC30 (1)    | Honda UK Murray Intl      | |
| 1990 | 750cc / TT F1  | Terry Rymer          | Yamaha FZR750R 0W01 (1)   | Team Loctite              | Rymer dirigeix actualment l'equip Diablo 666 Endurance racing Team |
| 1990 | Superbike      | Trevor Nation        | Norton RCW                | JPS Norton Racing         | |
| 1991 | 750 cc / TT F1 | Rob McElnea          | Yamaha FZR750R 0W01 (2)   | Team Loctite              | |
| 1991 | Superbike      | James Whitham        | Suzuki GSX-R              | Castrol Suzuki Team Grant | |
| 1992 | 750 cc / TT F1 | John Reynolds        | Kawasaki ZXR750 (1)       | Team Green                | |
| 1992 | Superbike      | John Reynolds        | Kawasaki ZXR750 (1)       | Team Green                | |
| 1993 | Superbike      | James Whitham        | Yamaha YZF750 (3)         | Fast Orange               | |
| 1994 | Superbike      | Ian Simpson          | Norton Rotary F1 (1)      | Team Crighton             | |
| 1995 | Superbike      | Steve Hislop         | Ducati 916/955 (1)        | Devimead                  | Whitham rebia tractament pel limfoma de Hodgkin, una mena de càncer |
| 1996 | Superbike      | Niall Mackenzie      | Yamaha YZF750 (4)         | Cadbury's Boost           | |
| 1997 | Superbike      | Niall Mackenzie      | Yamaha YZF750 (5)         | Cadbury's Boost           | |
| 1998 | Superbike      | Niall Mackenzie (3)  | Yamaha YZF750 (6)         | Cadbury's Boost           | 387 punts, 6 victòries i 1 pole de 24 curses |
| 1999 | Superbike      | Troy Bayliss         | Ducati 996 (2)            | INS GSE                   | 394 punts, 7 victòries i 6 poles de 24 curses |
| 2000 | Superbike      | Neil Hodgson         | Ducati 996 (3)            | INS GSE                   | 422 punts, 7 victòries i 5 poles de 24 curses |
| 2001 | Superbike      | John Reynolds        | Ducati 996 RS (4)         | Reve Red Bull             | 536 punts |
| 2002 | Superbike      | Steve Hislop (2)     | Ducati 998 RS (5)         | Monstermob Ducati         | 452 punts, 8 victòries, 5 poles i 17 podis de 26 curses (1 DNF) |
| 2003 | Superbike      | Shane Byrne          | Ducati 998 F02 (6)        | Monstermob Ducati         | 488 punts, 12 victòries, 5 poles i 21 podis de 24 curses (1 DNF) |
| 2004 | Superbike      | John Reynolds (3)    | Suzuki GSX-R1000 (2)      | Crescent Q8 Rizla         | 446 punts de 26 curses |
| 2005 | Superbike      | Gregori Lavilla      | Ducati 999 F04 (7)        | Airwaves GSE              | Reynolds es va lesionar durant les proves de pre-temporada. 461 punts de 26 curses |
| 2006 | Superbike      | Ryuichi Kiyonari     | Honda CBR1000RR (2)       | HM Plant HRC              | 466 punts, 11 victòries de 26 curses. El campionat es va decidir a la darrera cursa a Brands Hatch.                                                                                         |
| 2007 | Superbike      | Ryuichi Kiyonari     | Honda CBR1000RR (3)       | HM Plant HRC              | 433 punts, 8 victòries de 26 curses |
| 2008 | Superbike      | Shane Byrne (2)      | Ducati 1098 (8)           | Airwaves GSE              | 474 punts, 10 victòries de 24 curses, 5 poles, 3 dobles (1 DNF) |
| 2009 | Superbike      | Leon Camier          | Yamaha YZF-R1 (7)         | Airwaves GSE              | 549,5 punts, 19 victòries de 26 curses, 9 poles, 4 dobles i 1 triple (1 DSQ) |
| 2010 | Superbike      | Ryuichi Kiyonari (3) | Honda CBR1000RR (4)       | HM Plant HRC              | Primera temporada amb format del tipus Playoffs de la NASCAR. |
| 2011 | Superbike      | Tommy Hill           | Yamaha YZF-R1 (8)         | Swan Yamaha               | El campionat es va decidir al darrer revolt de la darrera cursa - es va guanyar per 2 punts de diferència i 0.006 segons.                                                                   |
| 2012 | Superbike      | Shane Byrne (3)      | Kawasaki ZX-10R (2)       | Rapid Solicitors Kawasaki | El campionat es va decidir a la darrera cursa a Brands Hatch. |
| 2013 | Superbike      | Alex Lowes           | Honda CBR1000RR (5)       | Samsung Honda UK          | El campionat es va decidir a la darrera cursa a Brands Hatch. Tres curses amb terra humit.                                                                                                  |
| 2014 | Superbike      | Shane Byrne (4)      | Kawasaki ZX-10R (3)       | Rapid Solicitors Kawasaki | Va guanyar el títol després que l'aspirant Kiyonari es trenqués la clavícula als entrenaments de la ronda final.                                                                            |
| 2015 | Superbike      | Josh Brookes         | Yamaha YZF-R1 (9)         | Milwaukee Yamaha          | 703 punts, 13 victòries, 23 podis i 6 dobles. |
| 2016 | Superbike      | Shane Byrne (5)      | Ducati 1199 Panigale (9)  | Be Wiser Ducati           | El campionat es va decidir a la darrera cursa a Brands Hatch. |
| 2017 | Superbike      | Shane Byrne (6)      | Ducati 1199 Panigale (10) | Be Wiser Ducati           | El campionat es va decidir a la darrera cursa a Brands Hatch entre Shane Byrne, Leon Haslam i Josh Brookes.                                                                                 |
| 2018 | Superbike      | Leon Haslam          | Kawasaki ZX-10R (4)       | JG Speedfit Kawasaki      | 699 punts, 15 victòries, 4 dobles, 1 triple i acabà totes les curses. |
| 2019 | Superbike      | Scott Redding        | Ducati Panigale V4 (1)    | Be Wiser Ducati           | Temporada de debut de Redding tot just arribat al BSB des de MotoGP |
| 2020 | Superbike      | Josh Brookes (2)     | Ducati Panigale V4 (2)    | VisionTrack Ducati        | Temporada disputada a porta tancada (pandèmia de COVID-19) i calendari escurçat. Primer format sense Playoff des del 2009.                                                                  |
| 2021 | Superbike      | Tarran Mackenzie     | Yamaha YZF-R1 (10)        | McAMS Yamaha              | Retorn al format de Playoff i ampliat als millors vuit pilots. |
| 2022 | Superbike      | Bradley Ray          | Yamaha YZF-R1 (11)        | Rich Energy OMG Yamaha    | Format de Playoff per als millors vuit pilots. |
| 2023 | Superbike      | Tommy Bridewell      | Ducati Panigale V4 (3)    | BeerMonster Ducati        | El campionat es va decidir a la darrera cursa a Brands Hatch. Tommy Bridewell es va imposar a Glen Irwin per 0,5 punts i Kyle Ryde acabà en tercer lloc.                                    |
| 2024 | Superbike      | Kyle Ryde            | Yamaha YZF-R1 (12)        | OMG Racing Yamaha         | El campionat es va decidir a la darrera cursa a Brands Hatch. Kyle Ryde es va imposar a Tommy Bridewell per 1 punt després d'un duel a l'última volta. Glenn Irwin fou tercer al campionat. |

1. ↑  El campió de la Privateer Cup del 2000 va ser Dave Heal (Kawasaki ZX-7R) (Myco Motorsports)